# GP2 Series 2007
GP2 Series 2007 var den tredje säsongen av formelbilsmästerskapet GP2 Series. Säsongen kördes över 21 race under 11 helger. Mästare blev Timo Glock från Tyskland.

## Tävlingskalender
| Datum           | Bana                          | Segrare Race 1   | Team                 | Segrare Race 2   | Team                 |
| --------------- | ----------------------------- | ---------------- | -------------------- | ---------------- | -------------------- |
| 14-15 april     | Bahrain International Circuit | Luca Filippi     | Super Nova Racing    | Nicolas Lapierre | DAMS                 |
| 12-13 maj       | Circuit de Catalunya          | Bruno Senna      | Arden International  | Timo Glock       | iSport International |
| 26 maj          | Circuit de Monaco             | Pastor Maldonado | Trident Racing       | -                | -                    |
| 30 juni-1 juli  | Circuit de Nevers Magny-Cours | Giorgio Pantano  | Campos Grand Prix    | Javier Villa     | Racing Engineering   |
| 7-8 juli        | Silverstone Circuit           | Andreas Zuber    | ISport International | Andy Carroll     | FMS International    |
| 21-22 juli      | Nürburgring                   | Timo Glock       | iSport International | Javier Villa     | Racing Engineering   |
| 4-5 augusti     | Hungaroring                   | Adam Carroll     | FMS International    | Javier Villa     | Racing Engineering   |
| 25-26 augusti   | Istanbul Park                 | Lucas Di Grassi  | ART Grand Prix       | Timo Glock       | ISport International |
| 8-9 september   | Autodromo Nazionale Monza     | Giorgio Pantano  | Campos Grand Prix    | Timo Glock       | iSport International |
| 15-16 september | Circuit de Spa-Francorchamps  | Nicolas Lapierre | DAMS                 | Karun Chandhok   | Durango Automotive   |
| 29-30 september | Circuito Ricardo Tormo        | Vitalij Petrov   | Campos Grand Prix    | Timo Glock       | iSport International |

## Slutställning
| Plats | Förare              | Poäng |
| ----- | ------------------- | ----- |
| 1     | Timo Glock          | 88    |
| 2     | Lucas di Grassi     | 77    |
| 3     | Giorgio Pantano     | 59    |
| 4     | Luca Filippi        | 59    |
| 5     | Javier Villa        | 42    |
| 6     | Kazuki Nakajima     | 42    |
| 7     | Adam Carroll        | 36    |
| 8     | Bruno Senna         | 34    |
| 9     | Andreas Zuber       | 30    |
| 10    | Borja García        | 28    |
| 11    | Pastor Maldonado    | 27    |
| 12    | Nicolas Lapierre    | 23    |
| 13    | Vitalij Petrov      | 21    |
| 14    | Mike Conway         | 19    |
| 15    | Karun Chandhok      | 16    |
| 16    | Andy Soucek         | 15    |
| 17    | Roldán Rodríguez    | 14    |
| 18    | Adrian Zaugg        | 10    |
| 19    | Kohei Hirate        | 9     |
| 20    | Xandi Negrão        | 8     |
| 21    | Sébastien Buemi     | 6     |
| 22    | Marcos Martínez     | 5     |
| 23    | Ho-Pin Tung         | 4     |
| 24    | Sérgio Jimenez      | 4     |
| 25    | Mikhail Aleshin     | 3     |
| 26    | Michael Ammermüller | 1     |
| 27    | Antônio Pizzonia    | 1     |
| 28    | Ricardo Risatti     | 1     |